# Guido Mazzali
Guido Mazzali (Suzzara, 22 aprile 1895 – Milano, 24 dicembre 1960) è stato un politico, giornalista e pubblicitario italiano.

## Biografia
Guido Mazzali nacque da una famiglia contadina. Dopo le scuole elementari, fece il garzone fabbro, poi il commesso e poi l’apprendista tipografo. Nel 1911 divenne impiegato alla Banca Popolare di Suzzara e dal 1913 al 1915 impiegato nella locale Cooperativa di produzione e consumo.
Fu un autodidatta e seppe formarsi una cultura economica e filosofica d’alto livello.

## L'impegno politico nel Partito socialista
Cominciò a frequentare la Federazione del PSI di Mantova (all’epoca diretta da Maria Goia) e a collaborare alla stampa locale socialista.
Nel 1915 fu eletto segretario della Federazione giovanile del PSI e si distinse nella campagna contro l'entrata dell'Italia nella prima guerra mondiale. Chiamato alle armi nel 1917, partecipò al conflitto e venne smobilitato nel 1918.
Fu per breve tempo segretario della federazione mantovana del Psi, quindi si trasferì a Carpi (Mo) per reggere la segreteria della locale Camera del Lavoro e la direzione del settimanale "Falce e martello".
Costretto a lasciare Carpi per l’imperversare della violenza squadristica del fascismo agrario, fu chiamato da Serrati a Milano alla redazione dell'Avanti!. Rimase redattore del quotidiano socialista ininterrottamente, fino al 1926, cioè fino a quando le leggi fasciste soppressero tutta la stampa dell’opposizione. In quel periodo Mazzali collaborò anche con la rivista "Rivoluzione liberale" di Gobetti ed altre riviste di cultura.
Sin dai primi scritti, affiorò evidente la personalità di Mazzali e il suo rigore morale. Egli ricordava spesso la riforma protestante. "Dobbiamo combattere – sosteneva Mazzali – come i cristiani veri, non con rassegnazione, ma con la ribellione per il bene".
Mazzali avrebbe voluto che si tornasse alla propaganda primitiva per spiegare che cos’è il socialismo, e i sacrifici e la preparazione che bisogna fare per arrivare alla mèta.
Già nel corso del primo conflitto mondiale, Mazzali proiettava le sue idee al dopoguerra, a quando sarebbe stato possibile rendere operante un socialismo eticamente riformato. Questa tensione etica deriva dalla necessità di rifondare da un punto di vista teorico e strategico il patrimonio del socialismo italiano. Tutto ciò apparirà sul volume "Espiazione socialista" che Mazzali pubblicò alla fine del 1926. Si trattava di un abbozzo di storia critica del socialismo italiano, il quale veniva ad inserirsi, con indubbia originalità, nel filone del neorevisionismo socialista.
Contemporaneamente, Guido Mazzali prese le distanze dalle posizioni massimalistiche arroccate in difesa della intransigenza nei rapporti fra i due partiti socialisti separati (massimalista e riformista unitario) e si schierò con un "gruppo d’azione socialista" dove non si respingevano le prospettive di riunificazione.
Nel giugno 1940 con l’entrata dell'Italia nel secondo conflitto mondiale, Mazzali fu internato come antifascista nel campo di concentramento di Istonio (ovvero Vasto, in provincia di Chieti).
Liberato dopo la caduta del fascismo del 25 luglio 1943, fu con Lelio Basso, Corrado Bonfantini e Lucio Luzzatto fra i fondatori del Movimento di Unità Proletaria (Mup) che, nell'agosto dello stesso anno, confluì assieme al risorto PSI nel Partito Socialista di Unità Proletaria.
Dopo l’armistizio e durante la Resistenza, Mazzali intensificò la sua attività e fu responsabile di tutta la stampa socialista clandestina prodotta nel capoluogo lombardo.
Diresse l'Avanti! clandestino milanese che raggiunse una tiratura di 15 000 copie e che aveva un recapito nei caselli daziari di Porta Vittoria.
Così Sandro Pertini ricordò il suo impegno per la stampa del giornale socialista:
(Giuseppe Manfrin, Mazzali Guido: la tensione etica)
Proprio il giorno della Liberazione morì suo fratello Dialma, anch'egli partigiano, vittima, per un tragico errore, di uno scontro a fuoco tra formazioni di patrioti di due paesi vicini.
Subito dopo la Liberazione, Guido Mazzali fu chiamato a far parte della direzione del Psi (nella quale fu riconfermato sino alla morte) e gli fu affidata la direzione dell'edizione milanese dell'Avanti!, che mantenne fino al 1951.
Partecipò anche alla rivista di Gianni Bosio  Movimento operaio e nell'immediato dopoguerra detenne una quota del settimanale Tempo assieme al direttore del periodico Arturo Tofanelli.
Fu anche assessore al Comune di Milano dopo la liberazione e successivamente consigliere e capogruppo del Psi.
Fu Segretario provinciale e regionale del PSI milanese e lombardo.
Nel 1948 Mazzali fu eletto per la prima volta deputato, poi fu riconfermato nel 1953 e nel 1958, nella Circoscrizione Milano-Pavia.
Al 32º Congresso del Psi a Venezia nel 1957, Mazzali si schierò con la mozione autonomista di Nenni e Lombardi. Nel suo intervento, dopo aver escluso una politica di Fronte popolare e ritenuta insostenibile la formula centrista, dichiarò:
Nel successivo 33º Congresso del Psi a Napoli nel 1959, diede la propria adesione alla politica di apertura ai cattolici di Nenni, che porterà, nel giugno 1960, all'astensione dei socialisti al terzo governo Fanfani.
La morte, che lo colse a Milano il 24 dicembre 1960, troncò l'impegno politico di Guido Mazzali, che, non dimenticando le sue umili origini, aveva lottato sempre per la causa della classe lavoratrice dalla quale proveniva. Venne sostituito alla Camera da Flavio Albizzati.

## Pioniere dell'editoria aziendale e della pubblicità
Nel 1926, con la trasformazione del fascismo in vero e proprio regime assoluto, iniziò anche per Mazzali il lungo esilio in patria, senza alcuna possibilità di svolgere la sua attività di giornalista.
Nel 1927 assunse la direzione della rivista tecnica di organizzazione aziendale e di pubblicità "L'Ufficio moderno" e, nel 1930 aderì al gruppo collegato alla rivista "GAR – Gruppo amici della razionalizzazione", fondato da Virgilio Dagnino, a cui partecipavano Paolo Baffi, Ermanno Bartellini, Pietro Caleffi (anch'egli nativo di Suzzara, come Mazzali), l'economista Ferdinando Di Fenizio, Roberto Tremelloni, Antonio Valeri, Dino Villani ed altri.
L'Ufficio moderno promosse incontri e conferenze su temi di economia e organizzazione aziendale che col tempo divennero occasione per intessere rapporti tra antifascisti.
Giulio Sapelli nel suo libro Organizzazione, lavoro e innovazione industriale nell'Italia tra le due guerre ha dedicato alcune pagine al G.A.R., considerandolo come «il primo dei gruppi di studio e di socializzazione delle esperienze e delle teorizzazioni sull'organizzazione sociale del lavoro non dipendente dall'ente confindustriale» e individuando «nel gruppo un embrione delle future attività di consulenza aziendali, dirette a risolvere, di volta in volta, i problemi» di organizzazione interna delle imprese.
Mazzali si dedicò anche alla pubblicità e può esserne considerato un pioniere in Italia, tanto che, collaborando con varie agenzie, tra cui la rete europea dell'americana Erwin, Wasey & Co. di Chicago, nel 1929 fu autore della prima campagna collettiva della birra, coniando il fortunatissimo e inossidabile slogan "Chi beve birra campa cent’anni".
Negli anni successivi, fondò la rivista "Linea grafica" e una casa editrice ad essa collegata.

## Onorificenze
Nel 1961 a Milano venne istituito in sua memoria il Premio "Guido Mazzali" - L'Ufficio moderno, destinato a premiare il giornalista, il tecnico pubblicitario o di pubbliche relazioni che si fosse distinto nel portare al successo iniziative, campagne, manifestazioni di propaganda attraverso i mezzi d'informazione e le pubblicazioni aziendali.
Il comune di Milano gli ha dedicato una via, tra via Piezzo e via Tolmezzo (Metro Linea2, stazione "Udine"), a Lambrate, nel 3° Municipio.
La sezione del PSI a Suzzara era a lui dedicata.